# Johann Friedrich Müller (Politiker, 1765)
Johann Friedrich Müller (* 4. Januar 1765; † 26. Mai 1836 in Frankfurt am Main) war ein Politiker der Freien Stadt Frankfurt.
Johann Friedrich Müller war Fischer in Frankfurt am Main. Von 1789 bis 1836 war er als Ratsverwandter Mitglied im Senat der Freien Stadt Frankfurt. Er gehörte dem Gesetzgebenden Körper von 1817 bis 1821 und von 1825 bis 1826 und 1829 an. 